# World Trade Bridge
Die World Trade Bridge ist eine von vier internationalen Brücken, die Laredo in den Vereinigten Staaten und Nuevo Laredo in Mexiko über den Rio Grande verbinden. Sie wird von der Stadt Laredo und dem Secretaría de Comunicaciones y Transportes betrieben. Die Brücke wird auch als Laredo International Bridge 4 bezeichnet.

## Geschichte
Seit der Unterzeichnung des NAFTA-Abkommens zwischen den USA, Kanada und Mexiko im Jahr 1994 stiegen die Importe aus Mexiko in die Vereinigten Staaten schneller als aus jedem anderen Land, so eine Studie des Center for Urban Transportation Research an der University of South Florida.
"In weniger als einem Jahrzehnt hat sich der Handel zwischen den beiden Ländern verdreifacht. Mit seiner strategischen Lage an der Grenze und seiner Autobahnanbindung an das Landesinnere der USA befindet sich Laredo im Epizentrum dieses Wirtschaftsbooms", so die Studie des Center for Urban Transportation Research aus dem Jahr 2002.
Vor dem Bau der World Trade Bridge bestand der wichtigste kommerzielle Übergang aus einer Fahrspur auf der Juarez-Lincoln International Bridge oder Brücke 2 im Herzen der Innenstadt von Laredo. Kolonnen von Nutzfahrzeugen zogen sich über mehrere Kilometer von der Interstate 35 South bis in die Gewerbegebiete der Innenstadt von Laredo, was zu einer gefährlichen Mischung aus Nutz- und Personenfahrzeugen sowie Fußgängern führte.
Die Stadt Laredo reichte 1991 einen Antrag auf Erteilung einer Genehmigung für die World Trade Bridge ein, die 1994 erteilt wurde. Der Bau begann am 30. September 1998. Nach Angaben der Laredo Morning Times war es ein gemeinsames Projekt der Städte Laredo und Nuevo Laredo.
Mehr als 2.000 Arbeiter, von denen 50 % von außerhalb der Region kamen, arbeiteten am Bau der Brücke. Viele von ihnen wurden in provisorischen Häusern untergebracht, die für die Arbeiter gebaut wurden, bis die Arbeiten abgeschlossen waren. Der Bau der achtspurige World Trade Bridge kostete insgesamt 128 Millionen Dollar. Sie wurde gebaut, um das rasche Wachstum des gewerblichen Lkw-Verkehrs zwischen Mexiko und den Vereinigten Staaten zu bewältigen. 
Der damalige texanische Gouverneur George W. Bush nahm zusammen mit dem mexikanischen Präsidenten Ernesto Zedillo an der feierlichen Eröffnung teil. Bush betonte in seiner Eröffnungsrede:
"Heute feiern wir nicht nur eine Brücke aus Beton und Stahl, sondern ein dauerhaftes Bündnis aus gemeinsamen Hoffnungen und Freundschaft. Allen, die dazu bereit sind, werden wir die Vorteile des Nordamerikanischen Freihandelsabkommens [NAFTA] zugänglich machen - freier Handel und offene Märkte in ganz Amerika, vom nördlichsten Alaska bis zur Spitze von Kap Hoorn."
Die Bürgermeisterin von Laredo, Betty Flores, hatte eine Woche zuvor eine lokale Eröffnungszeremonie für die Brücke ausgerichtet, als diese für den Verkehr freigegeben wurde.
Heute ist die World Trade Bridge – Teil des Einreisehafens von Laredo – mit 4.000 bis 6.000 Lkw täglich der wichtigste Grenzübergang der USA.
Im Jahr 2020 wurden im Hafen von Laredo Waren im Wert von 206 Milliarden Dollar in beide Richtungen umgeschlagen, vor allem mit Personenkraftwagen, Nutzfahrzeugen, Kraftfahrzeugteilen, Motoren, Benzin und Erdöl, Computerprodukten und elektronischen Geräten. Der Hafen von Laredo war in den Jahren 2019 und 2020 kurzzeitig auf Platz 1 und liegt derzeit landesweit auf Platz 3, nur hinter dem Hafen von Los Angeles und dem Chicago O’Hare International Airport.
Den Namen erhielt die Brücke in Gedenken an einen freien Weltmarkt, denn der internationale Handel ist ein Kernaspekt der Wirtschaft von Laredo und Nuevo Laredo. Die Brücke wurde errichtet, um den Verkehr der Interstate 35 durch Laredo zu entlasten. Vor dem Bau der Brücke konnte der kommerzielle Verkehr nur über die Juarez-Lincoln International Bridge oder die weiter nördlich gelegene Colombia-Solidarity Bridge in Nuevo León gelangen.

## Beschreibung
Die World Trade Bridge ist eine achtspurige Brücke, die nur für den kommerziellen Verkehr freigegeben ist. Die Brücke ist ca. 310 Meter (1017 ft) lang und ca. 36 Meter (118 ft) breit. Andere Bezeichnungen für die Brücke sind Laredo North, Bridge 4, Laredo IV, Puente Internacional Nuevo Laredo III und Puente del Comercio Mundial Nuevo Laredo III. Die World Trade Bridge ist die dritte Brücke in Nuevo Laredo und die vierte Brücke, die seit der Laredo International Bridge 3 an der Grenze von Nuevo Léon und Texas gebaut wurde.

## Standort
Die Brücke befindet sich am westlichen Ende der Interstate 69W, U.S. Route 59 und der Loop 20 in Laredo, Texas. Zudem befindet sie sich im Norden von Nuevo Lardo, Tamaulipas am nördlichen Ende der Mexican Federal Highway 85D.